# One Minute
"One Minute" é uma canção da artista musical norte-americana Kelly Clarkson, gravada e mixada para o seu terceiro álbum de estúdio My December (2007). Foi composta pela cantora com a colaboração de Kara DioGuardi, Chantal Kreviazuk e Michael Raine Maida, e produzida por David Kahne juntamente com Jason Halbert e Jimmy Messer. A música foi lançada como terceiro single do disco somente na Austrália; disponibilizada em formato digital e CD single no dia 18 e 22 de setembro de 2011 simultaneamente, através das gravadoras RCA Records e 19 Recordings. A faixa apresenta uma sonoridade que derivada da mescla entre os gêneros do rock alternativo e do electropop.
Após o seu lançamento, "One Minute" foi recebida, em geral, com opiniões positivas dos críticos de música; alguns a considerando ser o destaque musical de My December, junto a "Never Again" e "Don't Waste Your Time". Nas rádios australianas, o single estreou na 41.ª posição, atingindo seu pico uma semana depois na 36.ª posição. Para a música não foi gravado um videoclipe, no entanto, foi promovida através de algumas apresentações ao vivo, incluindo uma no Daytona 500 e outra no Live Lounge do Take 40 Australia. Inicialmente, cogitou-se a sua inclusão no alinhamento de faixas do segundo álbum da artista, Breakaway (2004).

## Antecedentes e composição
Em 2004, Clarkson juntou-se como as compositoras musicais Kara DioGuardi e Chantal Kreviazuk para trabalhar em canções para o seu segundo álbum de estúdio, Breakaway (2004). Juntas, elas escreveram "Where Is Your Heart", enquanto o músico Raine Maida, esposo de Kreviazuk, co-escreveu "Walk Away" e "One Minute" com o trio. No entanto, somente as duas primeiras músicas foram incluídas no álbum. "One Minute" foi então reformulada para o álbum seguinte, My December (2007), sendo produzida por David Kahne com o auxílio dos co-produtores Jason Halbert e Jimmy Messer.
"One Minute" é uma composição musical de rock alternativo com influências do electropop. Com uma duração de três minutos e cinco segundos, a obra começa com as letras: "Você está ficando louca, correndo no vazio/Você não consegue se decidir/Você tenta escondê-lo, mas tinha que dizer isso/Inquieta todo esse tempo". A sua composição foi construída no tom de lá maior e está situada em um compasso de tempo de assinatura moderado com ritmo de 124 batidas por minuto. O alcance vocal de Clarkson se estende com variações entre as notas lá de três oitavas e ré de cinco. Alguns críticos observaram a influência da música dos anos 80 na canção, enquanto Talia Kraines da BBC Music, comparou-a com canções de pop rock lançadas por Ashlee Simpson e Lindsay Lohan. A estrutura da canção foi descrita por um colaborador da Billboard, como um "disparo-rápido de dar-e-receber versos".

## Faixas e formatos
A versão digital de "One Minute" apresenta duas faixas, sendo as versões originais da mesma e de um trabalho anterior da artista. Na Austrália, o tema também foi comercializado em CD single, tendo a mesma constituição, porém desta vez com uma versão gravada em repertório ao vivo de "Never Again".
| Download digital |               |         |  |
| N.º              | Título        | Duração |  |
| 1.               | "One Minute"  | 3:05    |  |
| 2.               | "Never Again" | 3:40    |  |

| CD single      |                                         |         |  |
| N.º            | Título                                  | Duração |  |
| 1.             | "One Minute"                            | 3:05    |  |
| 2.             | "Never Again" (ao vivo na AOL Sessions) | 3:40    |  |
| Duração total: | Duração total:                          | 10:54   |  |

## Desempenho nas paradas
Na semana de 7 de outubro de 2007, "One Minute" estreou no número 41 na Austrália, após um forte airplay radial. Na semana seguinte, chegou ao número 36, antes de cair fora do Top 50 do ARIA Charts duas semanas mais tarde.
| Parada (2007)           | Melhor posição |
| ----------------------- | -------------- |
| Austrália - ARIA Charts | 36             |

## Histórico de lançamento
"One Minute" foi disponibilizada digitalmente na iTunes Store a 18 de Setembro de 2007, e em 22 de setembro também recebeu comercialização em formato CD single.
| País      | Data                   | Formato          | Gravadora(s)       |
| --------- | ---------------------- | ---------------- | ------------------ |
| Austrália | 18 de Setembro de 2007 | Download digital | 19 Recordings, RCA |
| Austrália | 22 de Setembro de 2007 | CD single        | 19 Recordings, RCA |